# Ødis-Bramdrup
 Ikke at forveksle med Ødis.
Ødis-Bramdrup er en by i Sydjylland med 206 indbyggere i byområdet (2023), beliggende 3 km sydvest for Ødis, 8 km sydøst for Vamdrup og 15 km sydvest for Kolding. Byen hører til Kolding Kommune og ligger i Region Syddanmark.

## Sogn og kirke
Ødis-Bramdrup hører til Ødis Sogn, og Ødis Kirke ligger i Ødis. Ødis Sogn har hørt til hertugdømmet Slesvig og været en del af det historiske Sønderjylland, men det var et af de sogne, der ved fredsslutningen efter krigen i 1864 blev indlemmet i kongeriget Danmark i forbindelse med en ombytning med de kongerigske enklaver i Slesvig. Sognet undgik altså at komme under preussisk styre frem til genforeningen i 1920 og hører derfor ikke til Sønderjylland efter den nutidige definition. Sognet kom under Vamdrup Kommune i Vejle Amt 1970-2006.

## Faciliteter
"Landsbylauget for Ødis Bramdrup" samler byen til aktiviteter og arrangementer, bl.a. på den gamle sportsplads, hvor der også er et klubhus. Men ellers præges byen af, at faciliteterne samles i Ødis. Brugsen er nedlagt, og skolebørnene går i Ødis Skole, som kun er 2 km væk.

## Historie
Frilandsmuseet erhvervede i 1962 et skomagerhus fra før 1789, hvor det ses på et kort over Øddisbramdrup.

### Jernbanen
Ødis-Bramdrup fik station på Kolding Sydbaners linje mellem Kolding og Vamdrup (1911-48). Ødis-Bramdrup var ved banens start en lille landsby med skole, mølle og afholdskro omkring et vejkryds. Den hed Bramdrup på kortet fra 1800-tallet, men navnet Ødis-Bramdrup var allerede slået igennem, så stationen ikke blev forvekslet med Bramdrup Station på Kolding-Egtved Jernbane. Stationen lå knap 1 km nord for landsbyen, som aldrig nåede at vokse sammen med den lille bebyggelse ved stationen. Landsbyen bredte sig i stedet ud mod landevejen Vonsild-Stepping-Haderslev, og trods den korte afstand til sognets hovedby Ødis var der i Ødis-Bramdrup kro, telefoncentral og lægebolig.
Stationsbygningen havde en tilbygning, der hovedsagelig blev benyttet af Toldvæsenet pga. grænseovergangen ved Højrup godt 2 km mod sydvest. Bygningerne er bevaret på Drenderupvej 14.